# Naturalis Historia
Naturalis Historia (Latin for "Naturhistorie") er et encyklopædisk værk skrevet af Plinius den Ældre.

## Indhold
De bevarede dele af Naturalis Historia består af 37  bøger: 
- I: Forord og indholdsfortegnelse, samt liste over benyttede autoriteter.
- II: Matematisk og fysisk beskrivelse af verden.
- III-VI: geografi og etnografi;
- VII: antropologi og menneskets fysiologi;
- VIII-XI: zoologi;
- XII-XXVII: botanik, herunder landbrug, hortikultur og farmakologi;
- XXVIII-XXXII: farmakologi;
- XXXIII-XXXVII: mineralogi, særligt i relation til kunst.

## Tilblivelse
De første ti bøger blev tilsyneladende udgivet af Plinius selv i 77 e.Kr. De sidste to år af sit liv brugte han på at revidere og udvide de øvrige bøger. De resterende bøger blev sandsynligvis samlet og udgivet af hans nevø Plinius den Yngre. I de sidste bøger af Naturalis Historia forekommer der mange gentagelser, fejl og endog selvmodsigelser, som indikerer at Plinius den Yngre ikke foretog en endelig korrektur af værket.
Plinius' formål med værket var at give et samlet billede af Universet, Jorden, mennesket, dyrene, planterne og mineralerne, med særlig fokus på den praktiske anvendelse af fænomenerne.
Plinius var ikke naturforsker i moderne forstand, som selv indsamler sin viden. Han var  antikvar, der læste og citerede et utal af kilder. Han skriver selv, at har læst over 2000 værker. De mange oplysninger, som han samlede, blev vurderet og diskuteret ud fra hans sunde fornuft og ikke gennem yderligere observationer, som man ville gøre i dag. Det vil imidlertid ikke give mening at bedømme Plinius' arbejde ud fra moderne standarder, da kravet til objektivitet var et andet dengang og mulighederne for videre undersøgelser var meget ringe. Plinius lod sig dog aldrig dupere af sine forlægs omdømme, men diskuterede og kritiserede deres tekster på lige fod.
Plinius' egne holdninger skinner ofte igennem: hele værket er fx præget af hans negative indstilling til luksus og overflod. Denne kritik rammer i høj grad den tidligere kejser Nero, men skal vel læses som en advarsel til hans samtid og især Titus, som værket er dediceret til.

## Betydning for eftertiden
I middelalderen og i renæssancen var Naturalis Historia en af hovedkilderne til naturhistorie og viden om verden generelt. Det skyldtes at der ikke fandtes bedre materiale at søge oplysninger i. Omkring 1700 daler naturvidenskabens interesse for de antikke værker, da den i langt højere grad selv foretager observationer og mængden af nye tekster stiger.

### Tekst
- Komplet latinsk tekst på LacusCurtius
- Complete Komplet latinsk tekst på Perseus Digital Library

### Sekundær litteratur
- Pliny the Elder: rampant credulist, rational skeptic, or both? fra The Skeptical Inquirer

| Historie | Spire Denne historieartikel er en spire som bør udbygges. Du er velkommen til at hjælpe Wikipedia ved at udvide den. |